# أكاديمية سندرلاند
أكاديمية سندرلاند (بالإنجليزية: Sunderland A.F.C. Academy)‏ هو الاسم الجماعي لفرق تنمية الشباب في نادي سندرلاند لكرة القدم، وبشكل أساسي فرق تحت 18 وتحت 23 سنة.